# Evgenii Torsunov
Evgenii Torsunov est un athlète paralympique russe qui participe aux compétitions de para-athlétisme aux épreuves du saut en longueur, 100 m et 200 m hommes de la catégorie handicap T36. Il est champion paralympique aux Jeux paralympiques d'été de 2020 de Tokyo et aux Jeux paralympiques d'été de 2024 en saut en longueur dont il détient le record paralympique depuis ces jeux de Paris.

## Biographie
Evgenii Torsunov participe aux championnats du monde d'athlétisme handisport 2015 de Doha (Qatar) où il obtient une médaille d'argent au 100 m et une médaille de bronze au 200 m de la catégorie T36 et remporte l'épreuve de saut en longueur avec un saut de 5m75. Il remporte encore la médaille d'or aux championnats du monde d'athlétisme handisport 2019 de Dubaï et championnats du monde d'athlétisme handisport 2024 de Kobe avec un saut de 5m84 lors de cette dernière épreuve.
Oleksandr Lytvynenko a participé aux Championnats d'Europe d'athlétisme handisport  de 2018 où il remporte la médaille d'or en saut en longueur et où il termine 4e aux sprints d100 m et 200 m. Pour les championnats du monde d'athlétisme handisport 2019 à Dubaï avec l'équipe ukrainienne et il obtient la médaille de bronze en saut en longueur. En 2021, il remporte à nouveau le saut en longueur dans sa catégorie T36 aux Championnats d'Europe d'athlétisme handisport.
Aux Jeux paralympiques d'été de 2020 de Tokyo, il remporte la médaille d'or au saut en longueur T36. Lors des Jeux paralympiques d'été de 2024 de Paris, sous la bannière des athlètes paralympiques neutres, il bat le record paralympique du saut en longueur de la catégorie T36 avec un saut de 5m83 et obtient la médaille d'or devant le brésilien Aser Mateus Almeida Ramos, médaillé d'argent et l'ukrainien Oleksandr Lytvynenko médaillé de bronze.